# Vladimír Kubánek (chemik)
Vladimír Kubánek (* 24. února 1951 v Táboře) je odborník a autor publikací o zbraních hromadného ničení a omamných a psychotropních látkách.

## Život
Základní školu navštěvoval v Sezimově Ústí a Kralupech nad Vltavou. Po absolvování SPŠCH v Praze studoval v letech 1971–1976 na Vojenské akademii Antonína Zápotockého Brno (VAAZ) – směr chemický.
Po vyřazení nastoupil v hodnosti poručík jako NCHS 21. tankového pluku v Žatci. V letech 1977–1980 působil u 5. praporu chemické ochrany Slaný jako ZVT/ZVHI a v dalších letech jako důstojník chemické skupiny na štábu 1. tankové divize Slaný.
Po absolvování postgraduálního studia na VAAZ Brno (1982–1984) vykonával funkci NCHS 1. tankové divize Slaný (1984–1989). Před odchodem do zálohy působil v armádní metrologické laboratoři a na VÚO Praha. Po odchodu do zálohy působil 18 let na GŘ CS v Praze jako expert na omamné a psychotropní látky.
Je autorem příruček pro Celní správu ČR „Líh a lihoviny,“ „Konopí a mák,“ „Tabák a tabákové výrobky,“ „Zbraně a munice,“ „Omamné a psychotropní látky,“ „Radioaktivní látky.“